# Poštovní muzeum Vyšší Brod
Poštovní muzeum Vyšší Brod je pobočka Poštovního muzea Praha.

## Historie
Kolem roku 1967 došlo k dohodě o umístění části exponátů Poštovního muzea do areálu vyšebrodského kláštera. Projekt zpracovali architekti Jaroslav Škarda a Bohumil Böhm. Byla provedena stavební asanace klášterních místností a v červenci 1976 byla v budově zrestaurovaného opatství kláštera ve Vyšším Brodě zpřístupněna expozice dějin poštovnictví; klášter umožnil její zachování ve svých prostorách i poté, co byl po pádu komunistického režimu obnoven.

## Popis expozice
Ve vyšebrodském poštovním muzeu je na ploše téměř 2000 m² rozsáhlá expozice dějin poštovnictví v Česku, případně v Československu. Jsou zde např. historické poštovní stejnokroje, vývěsní štíty, pokladny, pomůcky, poštovní schránky, telegrafní, dálnopisné a telefonní přístroje, výplatní a orážecí stroje Expozici doplňují rekonstrukce historických interiérů poštovních úřadoven a sbírka poštovních vozů, kočárů a saní
Expozice je umístěna v pozdně gotických, renesančních a barokních interiérech.